# Trancoso (São Pedro e Santa Maria) e Souto Maior
Trancoso (São Pedro e Santa Maria) e Souto Maior (llamada oficialmente União das Freguesias de Trancoso (São Pedro e Santa Maria) e Souto Maior) es una freguesia portuguesa del municipio de Trancoso, distrito de Guarda.

## Historia
Fue creada el 28 de enero de 2013 en aplicación de una resolución de la Asamblea de la República de Portugal promulgada el 16 de enero de 2013 con la unión de las freguesias de Santa Maria, São Pedro y Souto Maior, pasando su sede a estar situada en la antigua freguesia de São Pedro.

## Demografía
| Gráfica de evolución demográfica de Trancoso (São Pedro e Santa Maria) e Souto Maior entre 2011 y 2021 |
| |
| Datos según el nomenclátor publicado por el INE portugués.                                             |